# De blauwe vogel

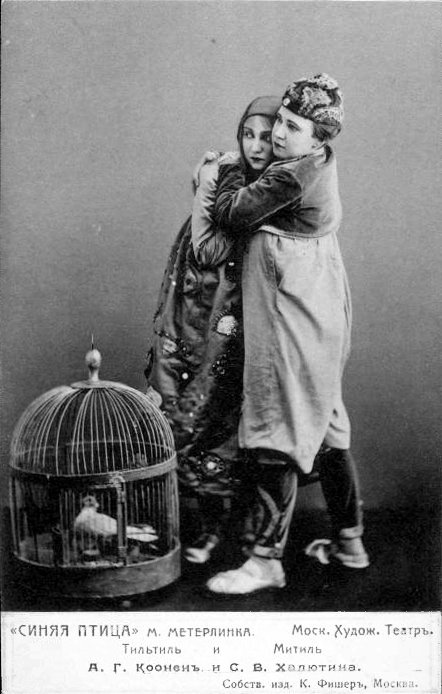
Alisa Coonen (Mytyl; links) & Sofia Chaljoetina (Tyltyl; rechts) in het Moskous Kunsttheater (1908)

De blauwe vogel (Originele titel: L'Oiseau bleu) is een symbolistisch theaterstuk, in 1908 voor het Moskouse Kunsttheater geschreven door de Belgische schrijver en Nobelprijswinnaar Maurice Maeterlinck, op een moment dat het symbolisme in Europa zijn hoogtepunt had gehad, maar in Rusland in opmars was.

## Verhaal
Het stuk gaat over twee arme houthakkerskinderen, Tyltyl en Mytyl, die, als ze 's avonds in hun bed liggen, bezoek krijgen van fee Bérylune, die hun opdraagt De Blauwe Vogel te vinden voor haar dochtertje, dat ernstig ziek is en gelukkig wil zijn. Om hen te helpen bij hun zoektocht, krijgen ze een groene hoed met een diamant erop. Door in een bepaalde richting aan de diamant te draaien, kunnen de kinderen de ziel van alle dingen aanschouwen en met een andere draai de toekomst en met nog een andere draai het verleden.
Met deze hoed op vertrekken ze op hun zoektocht die onder andere door het Land van de Herinnering, Het Paleis van de Nacht, Het Bos, Het Paleis van Gelukkigheid, het kerkhof en Het Koninkrijk van de Toekomst leidt. Verschillende keren denken de kinderen de vogel gevonden te hebben, maar het dier sterft telkens of verandert van kleur.
Uiteindelijk ontwaken ze na hun lange reis in hun bedden uit een droom. De kinderen houden de reis en al hun belevenissen voor waar en blijven zoeken naar De Blauwe Vogel. Als hun oude buurvrouw binnenkomt, herkennen de kinderen in haar de fee Bérylune. Het dochtertje van de buurvrouw is ook ernstig ziek en ze vraagt al heel lang naar de vogel van Tyltyl. Tyltyl merkt op dat zijn vogel eigenlijk redelijk blauw is, en vol vreugde van zijn vondst geeft hij deze mee aan de buurvrouw, voor haar dochtertje. Het dochtertje geneest miraculeus nadat ze de vogel in ontvangst genomen heeft.

## Trivia
- Van dit sprookje stammen de namen van de Nederlandse schooltypen tyltylschool en mytylschool en van de bijzondere-eisenspeltak van Scouting Nederland, Blauwe Vogels.

- In 2006 maakten de Nederlandse Stichting voor het gehandicapte kind en Stichting Kalmoes en Kaneel een muziektheaterstuk van dit verhaal.

## Opera en verfilmingen
De Franse componist Albert Wolff bewerkte het stuk tot een opera, die in 1919 in New York in première ging en in 1920 in Brussel werd uitgevoerd. Maeterlinck schreef zelf het libretto.
L’oiseau Bleu werd verschillende keren verfilmd.
- In 1910 “The Blue Bird”: stille film met Pauline Gilmer en Olive Walter.
- In 1918 “L’oiseau Bleu”: stille film geregisseerd door Maurice Tourneur.
- In 1940 “The Blue Bird”: film van Walter Lang, met o.a. Shirley Temple.
- In 1970 “De blauwe vogel” (Russisch: Синяя птица): Russische animatiefilm
- In 1976 The blue bird: Russisch-Amerikaanse coproductie geregisseerd door George Cukor.
- In 1980 “De avontuurlijke reizen van Tyltyl en Myltyl”: Japanse tekenfilmserie.
- In 2011 “Blue Bird”: film van Gust Van den Berghe, gefilmd in Togo en geselecteerd voor de Quinzaine des Réalisateurs in Cannes.